# Iris humilis
Iris humilis là một loài thực vật có hoa trong họ Diên vĩ. Loài này được Georgi miêu tả khoa học đầu tiên năm 1775.